# Jens Danielsen
Jens Danielsen (født 1959 i Nuuk) er en grønlandsk politiker, som repræsenterer partiet Siumut.  
Han er mangeårigt kommunalbestyrelsesmedlem i Qaanaaq. Danielsen var borgmester i Qaanaaq Kommune fra 2007 til kommunesammenlægningen i 2009. Han afløste Atassuts Johanne Nielsen fra 1. februar 2007, efter at hun trak sig efter en periode med hård pres mod hende i forbindelse med ubetalte regninger og mistanker om økonomisk svindel. Hun var borgmester fra 2005. 
Da det danske kongepar 29. juni 2024 var på besøg i Qaanaaq stod Jens Danielsen blandt andre for den officielle modtagelse.  